# Kintana
Kintana este un gen de molii din familia Lymantriinae.